# 27ª Squadriglia
La 27ª Squadriglia fu costituita il 1º aprile 1913 presso il Distaccamento Aviatori di San Francesco al Campo (Torino) come 10ª Squadriglia Farman e divenuta il 15 aprile 1916, sul campo di Rozzampia, frazione di Thiene (VI), 27ª Squadriglia aeroplani.

## Storia

### La 10ª squadriglia Farman
Il reparto venne istituito come 10ª Squadriglia Farman il 1º aprile 1913 ed equipaggiato con i bombardieri Farman MF.11 appena questi furono disponibili.
Viene inquadrata nel III Gruppo (poi 3º Gruppo caccia terrestre) e viene mobilitata il 23 maggio 1915 al campo volo di Pordenone con Farman 14 con motore De Dion-Bouton 80 cv al comando del capitano Carlo Tappi, altri 4 piloti tra cui il Cap. Luigi Bailo (militare) ed un osservatore.
Il 25 maggio 2 Farman attaccano la stazione di Gorizia ed a fine maggio si sposta all'Aeroporto di Udine-Campoformido ricevendo un altro osservatore.
Il 31 maggio la squadriglia va a Campalto con una sezione a Chiasiellis ed una a Borgnano ed il 3 giugno torna a Campoformido.
Il 6 luglio bombardano il campo di Aisovizza e la stazione di Nabresina e l'11 luglio si sposta a Santa Maria la Longa.
Nell'ambito della Seconda battaglia dell'Isonzo si sposta a Medeuzza dal 18 luglio al 3 agosto.
Il 13 settembre 1915 passa sotto il I Gruppo. Tornata a Santa Maria la Longa il 13 settembre passa sotto il I Gruppo con 5 piloti e 2 osservatori tra cui il Tenente osservatore Mario Ajmone Cat che dal 1944 al 1951 sarà il Capo di stato maggiore dell'Aeronautica Militare.
L'11 ottobre avviene una ricognizione e bombardamento su Castagnevizza del Carso ma al rientro un Farman viene abbattuto su Oppacchiasella e cade sulle rive dell'Isonzo.
Il 1º dicembre il reparto diventa 10ª Squadriglia da ricognizione e combattimento.
Nel 1915 l'unità ha eseguito 211 voli di guerra. Al 1º gennaio 1916 il reparto dispone di 7 piloti e 5 osservatori tra cui il Ten. Ferruccio Capuzzo ed il Caporale Carlo Adamoli. Il 19 marzo un aereo bombarda la stazione di Borgo Carinzia (Gorizia).
Il 4 aprile un Farman è attaccato su Cervignano del Friuli da un aereo che colpito dalla mitragliatrice viene costretto al ritiro con il motore spento in direzione Gorizia ed il 7 aprile 1916 l'unità si sposta al Campo di aviazione di Villaverla per la 1ª Armata (Regio Esercito).
L'8 aprile 1916 il Comando supremo militare italiano dispose che fosse riformata l'organizzazione del Corpo Aeronautico italiano. I numeri da 1 a 24 furono riservati alle squadriglie da bombardamento, da 25 a 40 a quelle da ricognizione, da 41 a 69 a quelle in cooperazione con l'artiglieria, e da 70 in poi riservate alla caccia.

### La 27ª squadriglia
Nell'ambito di questa ordinanza il 15 aprile 1916, nel cambio dei nomi di tutte le squadriglie diventa 27ª Squadriglia in tale data la 10ª Squadriglia da ricognizione e combattimento Farman, con sede al Campo di aviazione di Villaverla, e posta alle dipendenze del I Gruppo; comandata dal capitano Amedeo Ferraro risultava equipaggiata con 9 velivoli, dei quali 6 risultavano efficienti e con 4 piloti tra cui il Sergente Adamoli, 3 osservatori ed un mitragliere.
Il 7 maggio 4 Farman bombardano Mattarello ed il 3 luglio attaccano Cima Portule.
Il 15 agosto il reparto passa sotto il II Gruppo (poi 2º Gruppo) e si sposta a Chiasiellis.
Ferraro viene trasferito, l'equipaggio del comandante interinale Cap. Filippo Mattioli e di Adamoli viene abbattuto il 22 agosto rimanendo prigionieri ed il comando passa al Cap. Ferdinando Giorgi.
Il 25 settembre l'unità si sposta all'Aeroporto di Udine-Campoformido con 10 piloti e 6 osservatori ed in ottobre arriva il Caporale Giannino Ancillotto.
Il 25 ottobre il comando passa al Cap. Alberto De Bernardi.
Nel 1916 il reparto esegue quasi 300 voli di guerra.
Il 1º gennaio 1917 l'unità riceve altri due piloti ed all'inizio di marzo un osservatore.
La squadriglia viene sciolta il 4 luglio per la vetustà dei Farman dopo aver effettuato nel 1917 122 voli di guerra.
Il 20 luglio rinasce la 27ª Bis a Chiasiellis su Savoia-Pomilio SP.3 comandata dal Cap. osservatore Ottorino Mutti inquadrata dal 29 luglio nel II Gruppo per la 2ª Armata.
In estate riceve dalla 45ª Squadriglia i Farman con motore Colombo al posto dei suoi S.P.3 oltre allo scambio di piloti ed il 28 settembre si sposta al Campo di aviazione di Oleis di Manzano.
Nell'ambito della Battaglia di Caporetto il 28 ottobre ripiega con 4 aerei, 7 piloti e 11 osservatori su Aviano, poi sull'Aeroporto di Brescia-Ghedi ed il 3 novembre a Castello di Godego nel XII Gruppo (poi 12º Gruppo caccia) per l'artiglieria della 4ª Armata.
Il 9 novembre il comando passa al Cap. Armando Del Sole ed il 27 novembre il Tenente Paolo Silvio Palli viene abbattuto sul Monte Grappa ma sopravvive.
A dicembre il comando interinale passa al Ten. Achille Massa che riceve altri 3 piloti oltre ai 9 osservatori tra cui il Tenente Piero Ferretti ed il 1º gennaio 1918 è assegnata al XVIII Corpo d'Armata senza aerei operativi.
Al 4 gennaio arrivano 2 SIA 7b ed il 6 gennaio riceve la 6ª Sezione SIA 7b1 di 3 aerei cedendo 2 S.P.3 Società Italiana Transaerea (SIT).
Il 22 gennaio il comando interinale passa al Ten. Silvio Palli ed in febbraio riceve un SIA doppio comando.
La notte tra il 24 ed il 25 febbraio il campo volo viene bombardato mandando fuori uso alcuni aerei ed il 14 aprile l'unità passa al Comando di artiglieria del XXX Corpo d'Armata.
Il 17 aprile un SIA viene attaccato da 3 caccia tra cui l'Asso dell'aviazione austriaca Eugen Bönsch e l'asso Franz Rudorfer su Albatros D.III venendo colpito da 20 pallottole incendiarie e rientrando non operativo.
Il 19 aprile dopo la visita di una commissione di collaudo per le squadriglie SIA per la verifica degli attacchi alle ali 2 aerei vengono radiati ed il 2 maggio arrivano gli operai della SIA per rinforzare gli aerei.
Il 31 maggio un SIA ha un incidente in atterraggio e nell'ambito della Battaglia del solstizio il 19 giugno attaccano Falzè di Piave lanciando 80 bombe.
Il 24 giugno vengono interrotti i voli dei SIA quando il reparto disponeva di 5 piloti, il 5 luglio arriva un Ansaldo S.V.A. ed il 12 luglio riceve 5 Pomilio PE oltre a 4 osservatori tra cui il Ten. Umberto Nistri e 6 piloti.
Sempre in luglio l'unità torna al II Gruppo ed il comando interinale passa al Ten. osservatore Tito Gay.
Nell'ambito della Battaglia di Vittorio Veneto riceve la 4ª Sezione SAML con 3 piloti dalla 21ª Squadriglia per collegamento con la fanteria, dei PE dalla 112ª Squadriglia con 2 piloti, dei SAML dalla 113ª Squadriglia con 3 piloti ed un PE della 120ª Squadriglia con un pilota restando al 4 novembre con 7 PE operativi.
Dal 20 luglio 1917 la 27ª Bis ha svolto più di 490 voli di guerra e nell'intero conflitto la 27ª ha svolto 925 voli di guerra subendo 3 morti.
Sciolta il 29 novembre 1918.

### Periodo interbellico
La squadriglia veniva ricostituita attorno al 1923; nel 1925 entrava a far parte del 20º Stormo da ricognizione dell'Aviazione Ausiliaria per l'Esercito.
Nel 1936 era all'Aeroporto di Roma-Centocelle e nell'agosto 1938 volava sugli IMAM Ro.37.

### Seconda guerra mondiale

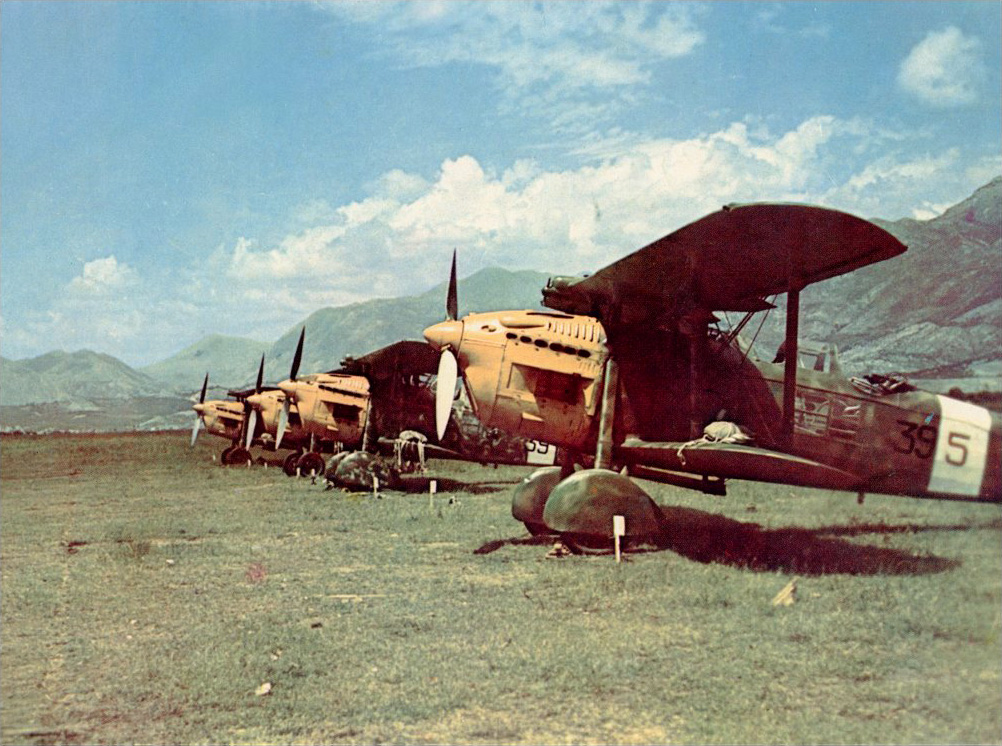
La 27ª Squadriglia era equipaggiata con i ricognitori IMAM Ro.37.

All'inizio della seconda guerra mondiale la 27ª squadriglia Ricognizione aerea era equipaggiata con 5 ricognitori IMAM Ro.37 bis e aveva sede in Piemonte, a Casabianca di Verolengo nel 1º Gruppo volo del 20º Stormo Osservazione Aerea.
Prese in seguito parte alle operazioni belliche trasferendosi successivamente a Bologna e a Jesi, passando dal 20º stormo al 19º, al 22º e di nuovo al 20º.
In data 25 febbraio 1942 la 27ª Squadriglia Aeroplani veniva definitivamente sciolta.
Nel 1971 il suo distintivo (il cavallo chimerico alato che regge una torcia) è inserito con decreto presidenziale (insieme a quelli della 91ª, 10ª e 87ª) nello stemma dell'Aeronautica Militare.